# Calesia haemorrhoa
Calesia haemorrhoa är en fjärilsart som beskrevs av Achille Guenée 1852. Calesia haemorrhoa ingår i släktet Calesia och familjen nattflyn. Inga underarter finns listade i Catalogue of Life.